# Karun-3
Karun-3 (perz. سد کارون ۳) je betonska lučna brana i derivacijska velika hidroelektrana na rijeci Karun u Iranu odnosno pokrajini Huzestan. Projekt je jedan u seriji velikih energetsko-vodoprivrednih planova na Karunovom porječju započetih sredinom 20. stoljeća, a primarna namjena mu je proizvodnja električne energije, navodnjavanje i kontrola sezonskih poplava.
Studije provedivosti projekta Karun-3 između 1978. i 1989. vodile su sjevernoameričke građevinske tvrtke, a izrada izvedbenih planova potom je povjerena iransko-kanadskom konzorciju Hatch-Mahab Kods. Prilikom ove faze na geotehničkim istraživanjima projekta sudjelovali su i hrvatski stručnjaci iz tvrtke Geotehnika d.d. Izgradnja brane je natječajem iz 1995. godine povjerena iranskim građevinskim tvrtkama, a radovi su okončani 8. studenog 2004. godine. Hidroelektrana je počela isporučivati struju u veljači 2005. godine, no puni kapacitet dosegnula je godinu i pol kasnije s obzirom na to da se umjetno jezero punilo do 9. srpnja 2006. godine.
Visinom od 205 m Karun-3 nadmašila je branu Dez (203 m) koju su 1963. podigli talijanski inženjeri i postala je najvišom branom u Iranu, a taj status zadržala je do 2010. godine kada su iranski graditelji dovršili Karun-4 (230 m). Glavna tehnička karakteristika brane Karun-3 jest lučni dizajn odnosno dvostruka betonska ljuska duljine 462 m kojom se opterećenje umjetnog jezera prenosi na bočne litice planine. Debljina brane na vrhu iznosi 5,5 m odnosno 29 m kod temelja, a zapremnina joj je 1,300.000 m³. Akumulacijski vodospremnik proteže se tokom Karuna oko 60 km, površina mu je 48 km² odnosno zapremnina 3,0 km³. Učestale sezonske poplave čiji istjek doseže i 27.000 m³/s (~3700% više od prosječnog) kontrolira se pomoću tri različita preljeva odnosno tunelima.
Podzemna strojarnica smještena je oko 0,5 km od brane i u njoj se nalazi osam Francisovih turbina s instaliranom snagom od 2000 MW, a konstruktivni pad je 161 m. Hidroelektrana godišnje proizvede 4172 GWh električne struje kojom se prvenstveno snabdijevaju gradovi u pokrajinama Huzestan i Čahar-Mahal i Bahtijari. Vodospremnikom se navodnjava površina od oko 100.000 ha, a s obzirom na to da ima status nacionalnog simbola brana Karun-3 je i popularno turističko odredište s nizom popratnih sadržaja.

## Lokacija
Brana Karun-3 nalazi se u jugozapadnom Iranu, oko 28 km istočno od grada Iza na sjeveroistoku pokrajine Huzestan. Podignuta je na najvodonosnijoj iranskoj rijeci Karun, približno 610 km od njenog ušća u Arvand-Rud odnosno 120 km uzvodno od brane Karun-1 (ili „Šahid Abaspur”). Zračna udaljenost od grada Ahvaza kao pokrajinskog središta jest 140 km. Karunov tok u ovom se dijelu pruža u smjeru jugoistok-sjeverozapad, a njegova dolina u Zagrosu predstavlja povijesnu vezu između između huzestanskih ravnica i središnje Iranske visoravni zbog čega obiluje arheološkim lokalitetima. Planine koje omeđuju dolinu brane su Dehdez na sjeveru odnosno Šalu i Mongašt na jugu, koje su ujedno i zaštićena područja.

## Prirodni uvjeti
Topografija i geologija
Lokacija se u topografskom smislu nalazi u planinama Bahtijarija, najvišim i najsurovijim dijelovima planinskog lanca Zagrosa smještenim između ravnica Luristana i Širaza. Planine su visoke do 4000 m i pružaju se u smjeru sjeverozapad-jugoistok stvarajući pritom brojne doline prosječne visine između 1000 i 2000 m. Na razini tla topografija je različita što je uvjetovano prirodnim čimbenicima poput gužvanja slojeva sedimentnih stijena i erozije.
Naborani antiklinalni slojevi su dugački i sastoje se od lapora i vapnenačkih stijena, a doline su V-oblika, pretežito niske tj. duboke, te izrazito strmih padina. Orogenski masiv Zagros i danas je izložen primjetnoj tektonici litosfernih ploča koja rezultira godišnjim deformacijama od 5-10 mm odnosno brzom erozijom što u cjelini utječe na stvaranje surovog reljefa i brzog protjecanja strmih vodotoka poput Karuna. Povoljne značajke ove rijeke za izgradnju brana jest njeno protjecanje kroz duboke doline, a nepogodna postojanje podzemnih kanala koji utječu na gubitak istjeka u njenom glavnom koritu.
Seizmološka istraživanja u Huzestanu pokazuju da su svi potresi zabilježeni u pokrajini bili do 6,8 stupnjeva po Richterovoj ljestvici, te da većina potresa nije uzrokovana površinskim gužvanjima i pukotinama u Zemljinoj kori već deformacijama u unutrašnjoj litosferi. Zbog ovih čimbenika za projektiranje huzestanskih brana uzima se predviđena brzina oslobađanja od 0,2–0,3 g.
Hidrologija i meteorologija
Klimu porječja rijeke Karun karakteriziraju suha ljeta i umjerene zime za vrijeme kojih su učestale oborine. Na hidrološki ciklus područja djeluju oblaci iz tri različita smjera: sezonske vodne mase s Indijskog oceana koje imaju najveći utjecaj na kišovitost, hladne mase s polarnih područja koje rezultiraju niskom vlažnosti, te sredozemne mase koje povremeno uzrokuju snažne oluje. Prosječna godišnja količina oborina u porječju mjerena kod mosta Šalu iznosi 620 mm, a na vodostaj Karuna također utječu i planine prekrivene snježnim kapama (iznad 2000 m n. v.) čija područja obuhvaćaju oko 16.000 km². Površina čitavog Karunovog porječja iznosi 60.000 km² od čega na lokaciju brane Karun-3 otpada 40% odnosno 24.000 km².
Karun je najvodonosnija iranska rijeka čija se duljina procjenjuje između 829 i 950 km, a njeni najveći pritoci su Abvang, Beheštabad, Vanak, Bazoft i Hersan. Prema statistikama provedenim na osnovu 60-godišnjeg istraživanja kod Ahvaza, mosta Šalu, Godar-e Landara i Gotvanda, prosječni istjek rijeke na lokaciji brane Karun-3 kreće se između 302 i 727 m³/s. Tijekom sezonskih poplava protok se drastično povećava (~3700%): maksimalni pretpostavljeni istjek iznosi 27.000 m³/s, a obujam poplavne vode oko 4 km³.

## Povijest

### Planiranje
Energetski i vodoprivredni potencijali porječja rijeke Karun prepoznati su sredinom 20. stoljeća kada započinje gradnja niza velikih kanala, tunela i brana. Prvi među takvim projektima bio je tunelsko-branski sustav Kuhrang (1948. – 1953.) između rijeka Karun i Zajande-Rud, kojim je tunelom duljine 2,7 km dio Karunovog toka preusmjeren od slijeva Arvand-Ruda odnosno Perzijskog zaljeva do unutrašnjosti endoreične Iranske visoravni. Između 1961. i 1971. godine, američki Harza Engineering Company i iranski Farman Farmaeian zajedno su provodili opsežne studije o hidroenergetskim kapacitetima Karuna što je 1976. godine urodilo izgradnjom prve velike betonske lučne brane Karun-1 (ili „Šahid Abaspur”) s instaliranom snagom od 1000 MW.
Neposredno nakon izgradnje ove brane počeli su planovi za izgradnju uzvodnih brana Karun-2, Karun-3 i Karun-4 na čijim su studijama provedivosti između 1978. i 1989. godine radile tvrtke Akers (Hatch) iz Kanade odnosno Land and Water Resources iz Sjedinjenih Država. Prilikom njihovog rada ispitivane su tehnološke i ekonomske prednosti nabijene kamene ili betonske lučne brane, a razmatrana je i mogućnost gradnje jedne kolosalne brane visine 300 m na uštrb dviju (Karuna-2 i 3). Ipak, u konačnici je odabrana varijanta s dvije betonske brane lučnog tipa, a prednost za izgradnju dobio je gornji projekt Karun-3.
Druga faza odnosno izrada izvedbenih projekata za branu Karun-3 godine 1989. povjerena je iransko-kanadskom konzorciju Hatch-Mahab Kods, koji je između ostalog bio zadužen i za nadzor dodatnih geotehničkih istraživanja na lokaciji Karun-2, te pripremu završnih studija za brane Karun-2 i Karun-4. Godinu dana kasnije konzorcij je bio ovlašten za pripremu međunarodne ponudbene dokumentacije koja uključuje izgradnju, montažu, pogonske sustave, tehnološki prijenos, financiranje, obučavanje, nabavu i nadzor. Konačno, u srpnju 1995. godine natječaj za izvođenje radova dodijeljen je iranskim tvrtkama.
Najvažnija pitanja druge faze projekta bili su snaga hidroelektrane s obzirom na to da je razmatrano povećanje s 2000 na 3000 MW što u konačnici nije implementirano, te kapacitet preljeva brane. Stručnjaci su prvotno na temlju procijenjene maksimalne poplave planirali instalaciju preljeva koji mogu obuzdati poplavni istjek od 22.350 m³/s, no sveobuhvatnom analizom šireg područja ustanovljeno je da će zbog izgradnje uzvodne brane Karun-4 biti dovoljan smanjeni kapacitet od 13.200 m³/s. U razdoblju između 1991. i 1994. godine na planskim studijima projekta Karun-3 radila je i hrvatska tvrtka Geotehnika d.d. iz Zagreba koja je obavila više od 100 dilatometarskih ispitivanja uključujući 28 pokusa pločom i 17 pokusa velikim zračnim jastucima.

### Izgradnja
Početak gradnje brane Karun-3 nastupio je 1995. godine, iako je dvije godine ranije iranska tvrtka Sabir počela s kopanjem 700-metarskih tunela za preusmjeravanje Karunovog toka. Glavna tehnička karakteristika brane jest lučni dizajn, idealan za uske stijenovite klance jer se pritisak umjetnog jezera prenosi na bočne litice planine čime se rasterećuje glavni temelj. U poprečnom presjeku brana se sastoji od dvostruke betonske ljuske što je još jedna konstruktivna prednost s obzirom na to da je njena temeljna baza od 29,5 m debljine sedmerostruko tanja od npr. one kod Hooverove brane. Kruna brane debljine je 5,5 m i proteže se 462 m, a konačnom visinom od 205 m postala je najvišom branom u Iranu i zadržala je taj status do 2010. godine kada su iranski graditelji dovršili Karun-4 (230 m). Budući da se nalazi u seizmički aktivnom području, brana je projektirana da izdrži potrese do sedam stupnjeva po Richterovoj ljestvici.
Na strukturu brane utrošeno je 1,300.000 m³ betona, a dodatnih 530.000 m³ izliveno je za najveći betonski umirujući bazen na svijetu odnosno pripadajuću sporednu branu visine 50 m. Ova nizvodna građevina ključna je za stabilnost cjelokupne konstrukcije jer sprječava eroziju uzrokovanu snažnim udarima preljevne vode koja može ugroziti meke slojeve tla, a time i temelje odnosno sidrišne upornjake brane. Iz ovih razloga u strukturu 400-metarskog umirujućeg bazena ugrađeno je i 6576 šipaka armature ukupne dužine 260.000 m, a među glavnim snabdijevačima tog građevinskog materijala bila je njemačka tvrtka Dyckerhoff & Widmann AG Systems.
Preljev brane ima kapacitet 13.200 m³/s i sastoji se od četiri elementa: glavne, sporedne i interventne ustave, te kompenzacijskih cijevi promjera 2,2 m. Glavna ustava smještena je s desne (sjeverne) strane i ima dva brzotoka, a preljev se regulira pomoću četiri segmentne zapornice. Sporedna ustava nalazi se na kruni brane i preljev se vrši slobodno kroz tri otvora, a interventna ustava smještena je na polovici visine i ima dva otvora s četiri zapornice.
Veliki građevinski radovi obavljeni su i za izradu hidroelektrane s popratnim građevinama, prilikom čega je premješteno 5,000.000 m³ zemlje i kamenja. Gotovo 2,000.000 m³ iskopano je za izgradnju podzemnih postrojenja kao što su:
- Podzemna strojarnica (251 x 25 x 47 m)
- Podzemni transformator (251 x 21 x 26 m)
- Hala ulaznih razvodnika (244 x 10 x 22 m)
- Hala ulaznih vrata (177 x 11,5 x 30 m)
- Provodnici vode (d = 5 km, Φ14 m)

Hidroelektrana Karun-3 je derivacijskog tipa odnosno smještena je oko 500 m od brane, a u njenoj podzemnoj strojarnici (najvećoj takve vrste u zemlji) nalazi se osam Francisovih turbina s instaliranom snagom od 2000 MW. Turbine brzine 167 r/min dostavila je kineska tvrtka Harbin, a generatore napona od 15.75 kV Elin iz Austrije. Jednofazni visokonaponski transformatori hlade se vodom, u sklopna postrojenja implementirana je SF6 izvedba, a na državnu električnu mrežu spojena je preko šest električnih vodova pojedinačnog napona 400 kV.
Osim brane i hidroelektrane, projekt Karun-3 uključivao je i izgradnju različite popratne infrastrukture u čijem se prvom redu ističu prometnice, tuneli i mostovi. Najpoznatija građevina među njima je dvostruki lučni most Šalu iznad akumulacijskog jezera, najveći takve vrste u Iranu.
Devetogodišnji građevinski radovi na brani koji su upošljavali 500 inženjera i 7000 radnika okončani su u rujnu 2004. godine, a čitav projekt bio je gotov 8. studenog 2004. godine. Prve dvije turbine instalirane su još početkom 2004. godine, a ostalih šest stavljane su u funkciju u vremenskim razmacima od tri mjeseca. Svečano otvorenje u ožujku 2005. godine upriličio je tadašnji iranski predsjednik Muhamed Hatami.

### Posljedice
Financijska sredstva utrošena za projekt Karun-3 variraju ovisno o izvorima; njemačka tvrtka Dyckerhoff & Widmann AG Systems procjenjuje da je brana koštala 150 milijuna USD, prema iranskoj tvrtci Farab radi se o 382 milijuna USD unatoč ranijim europskim predviđanjima o 750 milijuna USD, a kanadska tvrtka Hatch navodi da je čitav projekt između 1989. i 2006. godine koštao 1,7 milijardi USD. Financijska isplativost projekta pokazala se već nakon petogodišnjeg razdoblja kada je isporučena električna energija u vrijednosti od 637 milijuna USD.
Budući da je podignuta umijećem iranskih inženjera i da je visinom od 205 m premašila Dez odnosno postala najvećom branom u zemlji, Karun-3 ubrzo je postala jednim od nacionalnih simbola Irana u čiju je čast proslavljeni iranski glazbenik Madžid Entezami skladao „Karunsku simfoniju”. Graditeljski podvizi Karun-3 i Karun-4 potaknuli su i niz novih projekata među koje spada i Bahtijari, betonska brana u izgradnji koja projektiranom visinom od 315 m nadmašuje Norak u Tadžikistanu (300 m), trenutno najvišu branu na svijetu.
Godine 2008. predstavljen je plan studije pod nazivom „Osovina-3”, sestrinski projekt Karuna-3 koji uključuje podizanje nasute kamene brane čime bi se dobio vodospremnik zapremnine 3.21 km³ odnosno hidroelektrana snage 1458 MW. Uz projekte Karun-3 i Karun-4, Iran je koncem 2000-ih gradio još 135 brana odnosno izrađivao studije za dodatnih 170 projekata čime se pozicionirao kao treći najveći graditelj brana u svijetu, iza Kine i Turske. Godine 2011. u zemlji je bilo operativno 538 brana, a stečena iskustva poslužila su iranskim građevinskim tvrtkama dobivanje natječaja za izgradnju istih u brojnim državama uključujući Armeniju, Azerbajdžan, Tadžikistan, Afganistan, Siriju, Šri Lanku, Nikaragvu, Ekvador i afričke zemlje.
Uz niz energetskih, poljoprivrednih, gospodarskih i prometnih pogodnosti koje pruža projekt Karun-3, on za sobom povlači i niz negativnih posljedica odnosno karakterističnih problema za velike hidroelektrane kao što su preseljenje stanovništva, zaštita arheoloških nalazišta, te imovinsko-pravna i ekološka pitanja. Iranska organizacija za kulturnu baštinu i turizam se neposredno prije punjenja umjetnog jezera požalila na kratko vremensko razdoblje koje im je ostavljeno za posljednja istraživanja kamenodobnih i elamitskih arheoloških lokaliteta, a zbog povećanja vlažnosti ugroženi su i epigrafski reljefi pokraj grada Iza. Neki od povijesnih spomenika su nužno premješteni na drugu lokaciju, kao što je slučaj s imamzadom Šaher. Sveobuhvatna znanstvena istraživanja pokrazuju da Karun-3 izaziva i zagađenje okolice, između ostalog i zbog seizmičkih valova koji nastaju zbog pritiska vodospremnika i brane na tlo. Studije također pokazuju i da zbog erozije odnosno sedimentacije na površini jezera postoji uvjetovani ekološki rizik odnosno povećana koncentracija koliformnih bakterija štetnih za opskrbu pitke vode i navodnjavanje.

## Upotreba

### Hidroelektrana
Hidroelektrana je počela isporučivati struju u veljači 2005. godine, no puni kapacitet dosegnula je godinu i pol kasnije s obzirom na to da se umjetno jezero punilo do 9. srpnja 2006. godine. Karun-3 godišnje proizvede 4172 GWh električne struje kojom se prvenstveno snabdijevaju gradovi u pokrajinama Huzestan i Čahar-Mahal i Bahtijari, a zajedno s obližnjim hidroelektranama Masdžed Sulejman i Šahid Abaspur iste snage ostvaruje godišnji prihod od 200 milijuna USD. Između 2004. i 2010. godine, Karun-3 proizvela je struju u vrijednosti 637 milijuna USD što je ekvivalent 2,8 milijardi kubičnih metara prirodnog plina, 341 milijuna litara benzina ili 605 milijuna litara nafte.

### Vodoprivreda
Vodospremnikom Dehdez navodnjava se površina od oko 100.000 ha što se prije svega odnosi na ravnice Huzestana, iranske pokrajine koja je jedinstvena po tome da se većina njenog tla navodnjava nadzemnim vodama. Akumulacija ima veliku važnost za opskrbu Huzestana pitkom vodom s obzirom na to da pokrajina zbog razvijene industrije ima problema sa zagađenjem.

### Turizam
S obzirom na to da ima status nacionalnog simbola, brana Karun-3 je i popularno turističko odredište s nizom popratnih sadržaja kao što su parkovi, igrališta, parkirališta i džamija. Zapadno od brane nalazi se nekoliko turističkih osmatračnica i izložbeni prostor kojeg za vrijeme Novruza (novogodišnjih iranskih praznika) posjeti 62.000 ljudi Koncem veljače 2011. godine uz kompleks je otvoren je zdravstveni centar Akumulacijsko jezero Dehdez postalo je jednim od omiljenih izletišta u Huzestanu jer se je omeđeno atraktivnim planinama Dehdez na sjeveru odnosno Šejvand, Šalu i Mongašt na jugu koje su ujedno i zaštićena područja. Na mostu Šalu aktivni su i ekstremni športovi kao bungee skokovi.

## Poveznice
- Popis iranskih brana
- Popis iranskih hidroelektrana